# 城关镇 (大通县)
城关镇，是中华人民共和国青海省西宁市大通回族土族自治县下辖的一个乡镇级行政单位。

## 行政区划
城关镇下辖以下地区：
佰胜社区、西关村、上毛佰胜村、下毛佰胜村、西门村、城关村、东门村、好来村、龙曲村、塔哇村、贝寺村、张家庄村、大庄村、阳坡庄村、柳树庄村、李家磨村、下寺咀村、上寺咀村、沙巴图村、林家台村和铁家庄村。